# Marissa Meyer
Marissa Meyer es una escritora estadounidense nacida en Tacoma, sus obras más conocidas son las novelas Cinder y Winter primer y ante penúltimo libro de la saga literaria futurista Crónicas Lunares.

## Trayectoria
Meyer nació en Tacoma y asistió a la Pacific Lutheran University, donde se tituló en escritura creativa. Antes de escribir Cinder, Meyer trabajó como editora de libros durante cinco años y escribió relatos de ficción basados en el manga Sailor Moon con el seudónimo de Alicia Blade.
Meyer asegura que se inspiró para escribir Cinder después de participar en un concurso de escritura en el año 2008, donde participó con una historia centrada un Gato con Botas futurista.

## Obra
Saga Crónicas Lunares:
- Cinder. (2012). Cinder (Laura Martín de Dios, trad.). Madrid: Montena. (2016)

Cuando Cinder conoce a Kai, el príncipe de Nueva Pekín, el mundo está patas arriba. Una plaga mortal está causando estragos entre la población del reino y los científicos trabajan contrarreloj para encontrar una posible vacuna. Tras la infección de Peony, la hermanastra y única amiga de Cinder, esta se ve obligada a trasladarse al hospital para participar como voluntaria en las pruebas médicas que está llevando a cabo el misterioso doctor Erland, unas pruebas a las que ningún otro participante ha sobrevivido. Pero, para sorpresa de todos, Cinder saldrá con vida. Y no solo eso: en el hospital se descubrirá un secreto de su pasado que podría cambiar el futuro del mundo y unir a Cinder y Kai de forma inesperada. La primera parte de la serie Crónicas Lunares, Cinder, es un remake futurista del cuento de La Cenicienta.
- Scarlet. (2013). Scarlet (Laura Martín de Dios, Andrea Montero Cusset, trad.). Madrid: Montena. (2016)

Hace dos semanas la abuela de Scarlet desapareció sin dejar rastro. Ella sospecha que la han secuestrado, así que cuando la policía renuncia repentinamente a seguir con la investigación, toma la decisión de continuar la búsqueda por su cuenta, aunque esto implique introducirse en los bajos fondos de su ciudad...
Allí tropieza con Wolf, un feroz luchador callejero que quiere ponerle las cosas difíciles. Pero Scarlet no es el tipo de chica que se amedrenta ante un matón, por muy atractivo que sea, así que, cuando se da cuenta de que él puede ser la única conexión con los secuestradores de su abuela, no dudará en pedirle ayuda.
Juntos deberán sumergirse en el oscuro y peligroso mundo de la mafia. Y descubrirán que su historia está irrevocablemente unida a la de una ciborg llamada Cinder, que se encuentra en busca y captura en todo el planeta.
- Cress. (2014). Cress (Roxanna Erdman, trad.). Madrid: Montena. (2016)

Cinder y Thorne son fugitivos en busca y captura, acompañados ahora por Scarlet y Wolf, intentando urdir un plan para derrocar a la reina Levana y su ejército. 
Su mejor esperanza recae en Cress, quien lleva viviendo atrapada en un satélite desde pequeña, con solo pantallas como compañía. Todo esto ha hecho de Cress una hacker excelente, que por desgracia acaba de recibir órdenes de la reina Levana: localizar a Cinder y a su apuesto cómplice. 
Cuando un osado plan de rescate sale mal, el grupo se separa. Cress al fin consigue ser libre, pero tiene un alto precio. Mientras tanto, la reina Levana no dejará que nada impida su matrimonio con el emperador Kai. Quizás Cress, Scarlet y Cinder no contaran con tener que salvar el mundo, pero parecen ser las únicas capaces de ello.
- Winter. (2015) Winter (Roxanna Erdman, trad.). Madrid: Montena. (2017)

La princesa Winter es admirada por la gente de Luna por su gracia y bondad, y a pesar de las cicatrices que marcan su rostro, su belleza -se dice- quita más alientos que la de su madrastra, la reina Levana.
Winter desprecia a su madrastra y sabe que Levana no aprobará sus sentimientos por su amigo de infancia - el apuesto guardia de palacio, Jacin. Pero Winter no es tan débil como Levana piensa y ha estado socavando los deseos de su madrastra por años. Junto a la mecánica cyborg, Cinder, y sus aliados, Winter podría tener el poder de comenzar una revolución y ganar una guerra que ha sido violenta por mucho tiempo.
¿Podrán Cinder, Scarlet, Cress y Winter derrotar a Levana y encontrar ser felices para siempre?
- Fairest: Levana's story. (2015). Fairest: la historia de Levana (Roxanna Erdman, trad.). Madrid: Montena. (2017)

La reina Levana, como gobernante que es, usa su "glamour" para ganar poder. Pero mucho antes de que ella se cruzara con Cinder, Scarlet y Cress, Levana vivió una historia muy diferente - una historia de la que nunca se ha hablado... hasta ahora.
Marissa Meyer narra otra historia inolvidable sobre el amor y la guerra, la mentira y la muerte. Este extraordinario libro nos narra lo jamás contado de la vida de Levana desde sus 15 años, los motivos y razones de cada una de sus decisiones y actitudes, de su maldad; ¿estás listo para enterarte de toda la verdad?
- Stars Above. (2015). Stars Above (Roxanna Erdman, trad.). Madrid: Montena. (2016)

El encantamiento continúa...
El universo de las Crónicas lunares contiene historias y secretos que son maravillosos, viciosos y románticos. Con nueve historias, cinco de las cuales nunca se han publicado, Stars Above es esencial para los fanáticos de las Crónicas lunares.
- Heartless. (2016). Sin corazón (Guiomar Manso de Zúñiga, trad.). Madrid: Hidra. (2017)

Mucho antes de convertirse en el terror del país de las maravillas. La Reina de corazones era una chica que solo quería enamorarse.
Catherine es una de las jóvenes más destacadas de corazones. Es la favorita del rey. Pero ella quiere vivir bajo sus propias reglas y tomar las riendas de su vida... pero ¿a qué precio?
- Wires and Nerve. (2017). Wires and Nerve (Noelia Staricco, trad.). Buenos Aires: V&R. (2018).

En su primera novela gráfica, Marissa Meyer sigue a Iko, el querido androide de Crónicas lunares, en una nueva aventura peligrosa y romántica, con un poco de ayuda de Cinder y el equipo de Crónicas lunares.
- Wires and Nerve 02. Gone Rogue. (2018). Wires and Nerve. Volumen 2, Los Rebeldes (Noelia Staricco, trad.). Buenos Aires: V&R. (2018).

Trilogía Renegados:
- Renegades. (2015). Renegados (Guiomar Manso de Zúñiga, trad.). Madrid: Hidra. (2018).

- Archenemies. (2018). Archienemigos (Guiomar Manso de Zúñiga, trad.). Madrid: Hidra. (2019).
- Supernova. (2019). Supernova (Guiomar Manso de Zúñiga, trad.). Madrid: Hidra. (2020).